# آباکوموو (استان آرخانگلسک)
آباکوموو (به لاتین: Abakumovo) یک منطقهٔ مسکونی در روسیه است که در استان آرخانگلسک واقع شده‌است.